# 第比利斯地铁
第比利斯地铁（羅馬化：Tbilisis Metropoliteni）为格鲁吉亚首都第比利斯的城市轨道交通系统。第比利斯地铁于1966年12月11日开通，为前苏联的第4个地铁系统。與其他前蘇聯地鐵系統類似，第比利斯地铁大多數車站的月台都位於地底非常深的位置。
現時本系統擁有兩條線路，合共27.3公里長，共23個車站。2017年，本系統總載客人數為1.13827億人。本系統由第比利斯運輸公司（與地鐵一樣於1966年起開始運作）負責營運。

## 歷史
第比利斯（1936年前称为梯弗里斯）是格鲁吉亚的首都，在历史上被认为是苏联最重要的城市之一，特别是因为它政治地位上是高加索地区最重要的城市，曾於1922至1936年成為外高加索社會主義聯邦蘇維埃共和國的首都。这座城市在19世纪和20世纪发展迅速，除了是文化和政治中心外，它还是外高加索重要的交通枢纽和工业中心。第比利斯發展最早的區域沿庫拉河延伸超过25公里，市中心建筑密集，部分城市街道狭窄陡峭，阻碍了地面交通的发展。所有这些都促成了对地铁系统的需求。地理上，第比利斯相当长，这使得地铁線能輕易覆盖城市大部分地区。
1952年地鐵建设工程展開。第比利斯是前苏联少数几个在人口达到100万之前就开始建设地铁系统的城市之一。超过一百万人口是苏联城市建设地铁系统的主要要求之一。

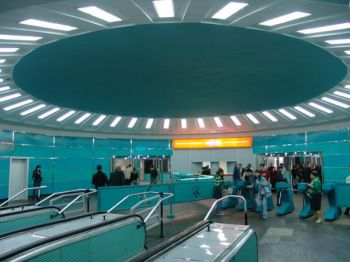

1966年1月11日，第比利斯地鐵開通，當時啟用了六座車站。開通時，本系統是格魯吉亞第一個也是唯一一個地鐵系統，也是前蘇聯的第四個地鐵系統（僅次於莫斯科、聖彼得堡和基輔）。从那时起，本系统稳步发展为两条线路、23个站点的网络。
在1990年代，苏联解体后的财政困难对第比利斯地铁的基础设施、运营和扩建造成了严重打击，大多数苏联时代的车站名称亦同時被更改。在90年代初期和中期，第比利斯地铁通常因电力不足而无法运行。此外，地铁系統內亦发生了几起事件。1997年10月9日，一名前警察在迪杜貝站引爆了自己身上的炸彈。2000年2月14日，一名少年将一枚自制手榴弹扔进地铁站，造成数人受伤。2004年3月，数人在乘坐地铁时因不明气体中毒。然而，由于2004年至2005年地鐵的保安和管理得到改革，犯罪率有所下降。其他服务也有了显着改善。
第比利斯地铁系统正进行重大修复工作，包括车站重建以及列车和其他设施的现代化。该市2006年的预算为该项目拨款1600万拉里。格鲁吉亚前总统米哈伊爾·薩卡什維利承诺要使地铁成为最负盛名的公共交通系统，并于2005年底责成第比利斯地铁总干事祖拉布·基加利什維利（Zurab Kikalishvili）於2007年前使地铁达到欧洲标准。2005年地铁列车的翻新工程展開。作为现代化的一部分，苏联时代的机车车辆亦进行了大修，将旧部件更换为新部件，並改变了车廂内部，赋予了不同的外观。此外，驾驶室配备了现代化的控制面板。然而，在随后的几年里，升级进程明显放缓，截至2010年7月，第比利斯地铁仍远未达到其目标标准。一些改造后的地铁站，由于规划不完善、改造质量不佳，很快又要重新修缮。不幸的是，该系统的改造过程进展缓慢，有几个车站正在改造中。截至2020年，第比利斯市政厅计划为地铁系統购买10列符合歐盟标准的4节车厢列车。
薩布塔洛線从瓦扎·普沙韋拉站至國立大学站的延伸工程于1985年开始，並於1993年停止施工，當時工程已完成80%。此後工地一直被維持在停工時的狀態。該工程曾計劃於2012年1月重啟，最終於2015年7月才在亚洲开发银行的资助下重新启动，并于2017年10月16日向公众开放。於2017年啟用的國立大学站符合现代标准，并配备了新技术。此外，德里西站至瓦扎·普沙韋拉站間的隧道也已开通。
2019年，地铁电源线和通风系统的全面修复工作展開。更换450公里（280英里）的电源线后，将安装32个新的欧洲标准风扇。亚洲开发银行已为该项目拨款1500万美元。
第比利斯政府将通过欧洲复兴开发银行的部分资助，花费超过7500万欧元购买40辆全新的现代地铁车辆或10组列车，更新该系统过时的机车车辆。此外，作为支持新列车项目的一部分，将修复车辆段和连接隧道。这將是该网络自50多年前开始运营以来的首次有新机车车辆投入服務.

## 地铁线路

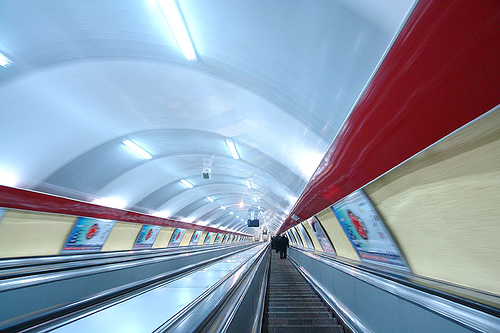
自由廣場站

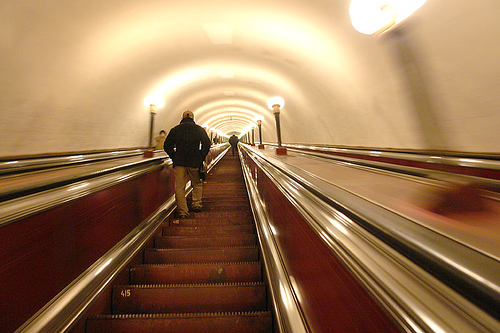
魯斯塔韋利站的電梯長達120米，月台距地面達60米，是第比利斯地鐵最深的車站

第比利斯地铁擁有兩條路線、合共23個車站（其中21個為地下車站，2個為地面車站）。列車營運時間為約早上6時至午夜12時，繁忙時間最密班次為2.5分鐘一班，深夜班次最疏時則為12分鐘一班。
車站廣場站是阿克梅特里-瓦提特里線和薩布塔洛線的轉乘站，亦是目前系統的惟一轉乘站。該站位於提比里斯車站地底，乘客可於該站轉乘格魯吉亞鐵路列車服務。
| #    | 名称                  | 开通 | 长度     | 车站数 |
| ---- | --------------------- | ---- | -------- | ------ |
| 1    | 阿克梅特里-瓦提特里線 | 1966 | 20.1公里 | 16     |
| 2    | 薩布塔洛線            | 1979 | 7.0公里  | 6      |
| 总计 | 总计                  | 总计 | 27.1公里 | 22     |

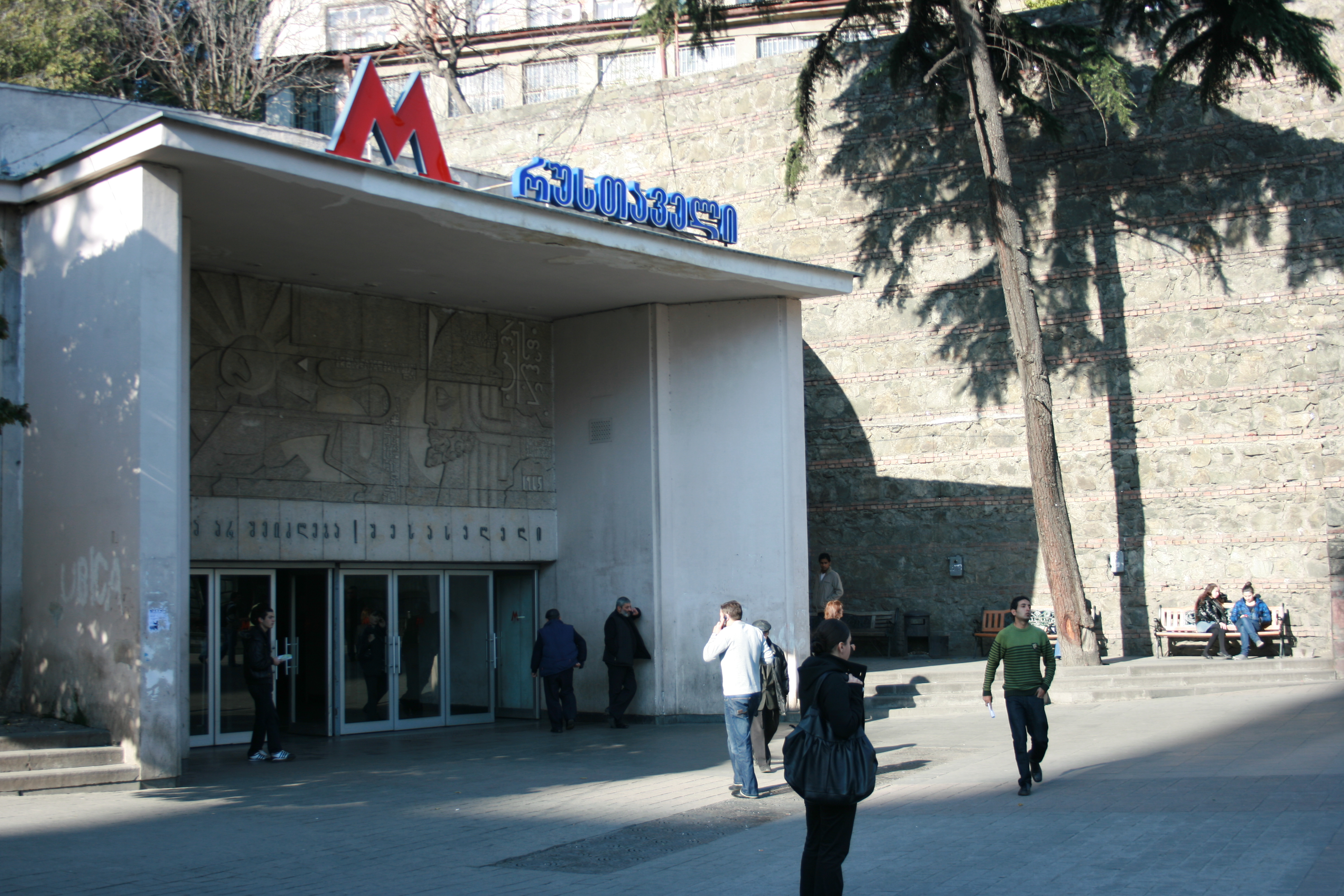
阿赫梅特利-瓦爾克蒂利線魯斯塔韋利站入口
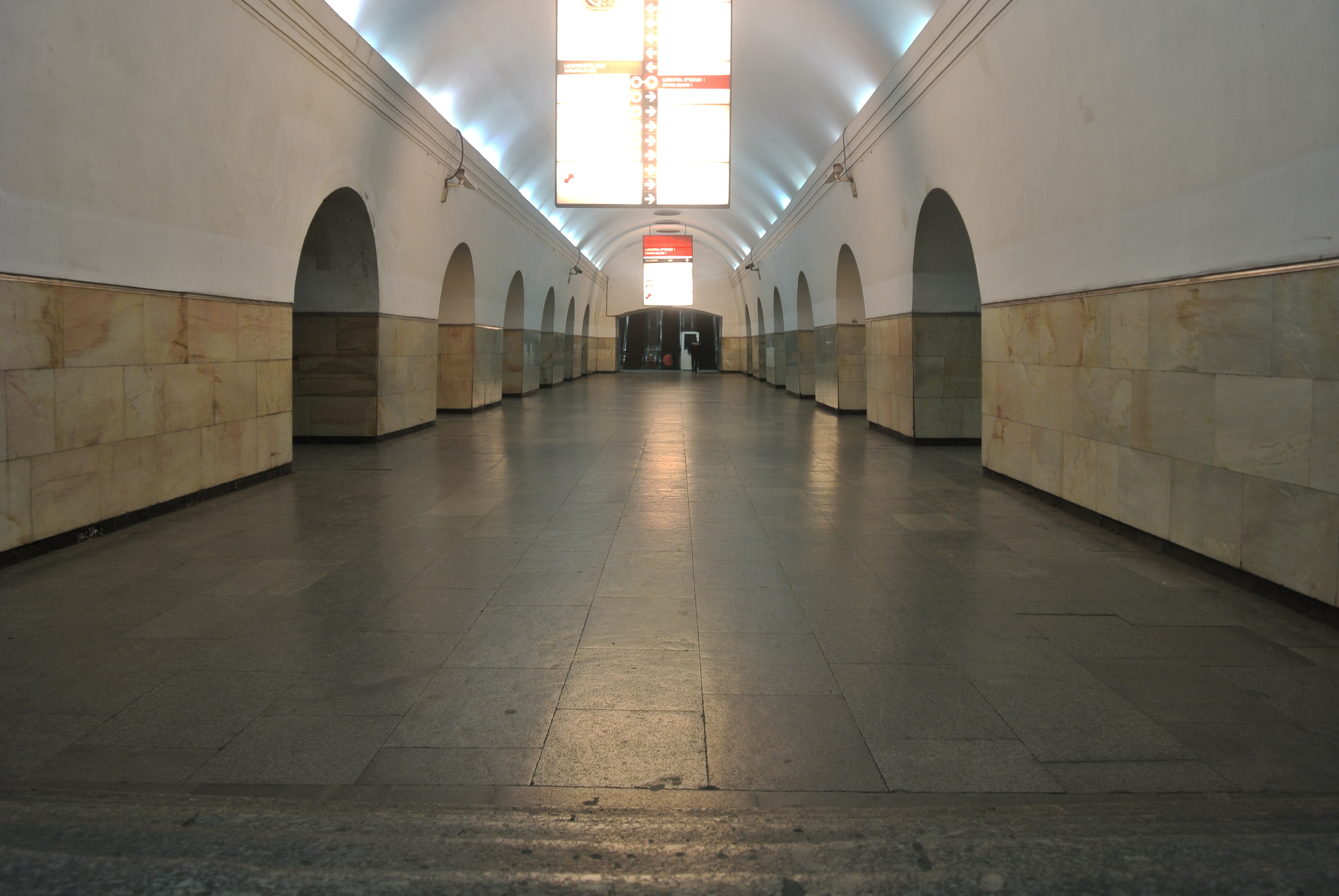
兩線間的換乘站：車站廣場站
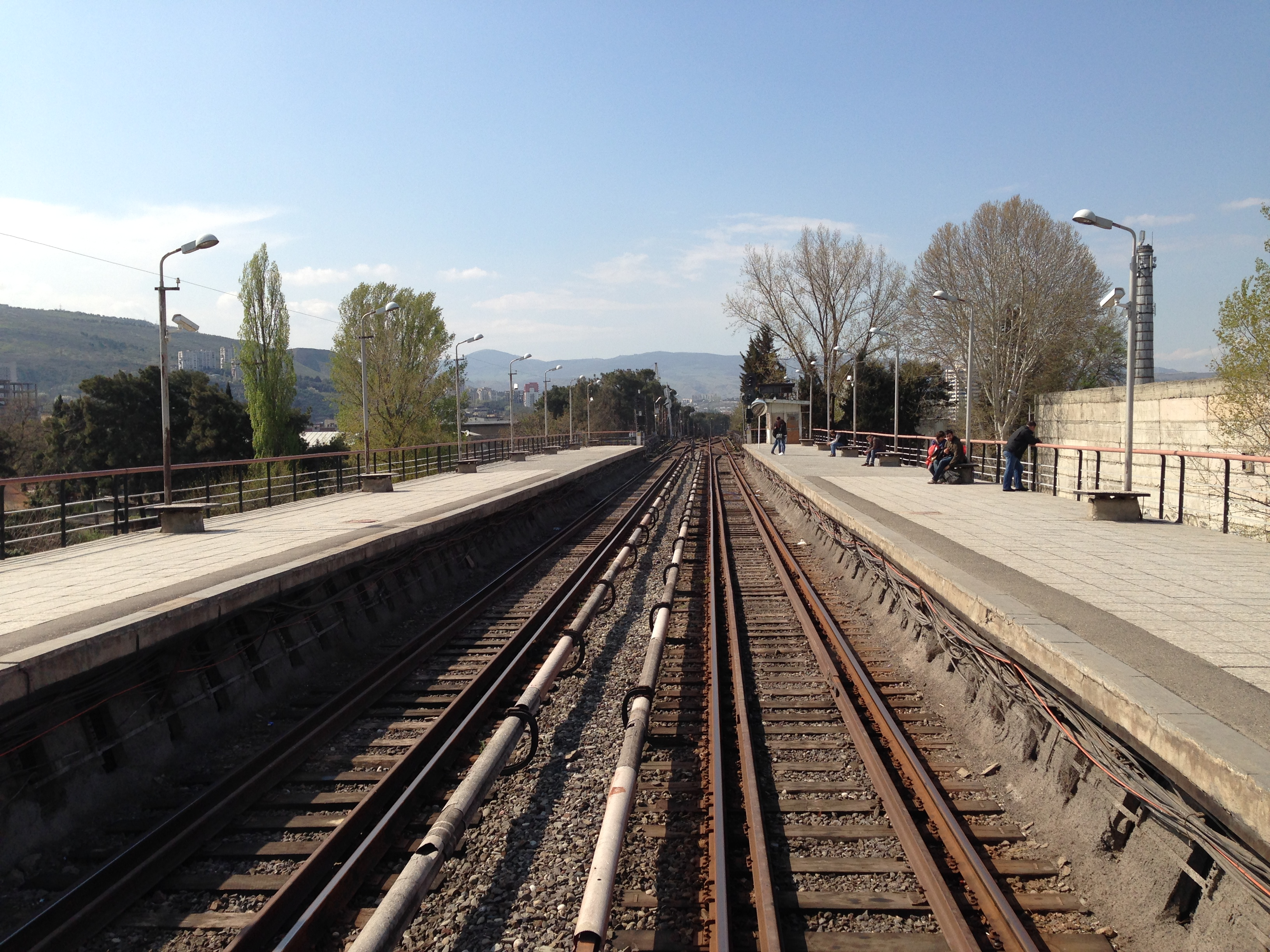
戈齊里澤站（英语：Gotsiridze (Tbilisi Metro)）為阿赫梅特利-瓦爾克蒂利線的地面車站
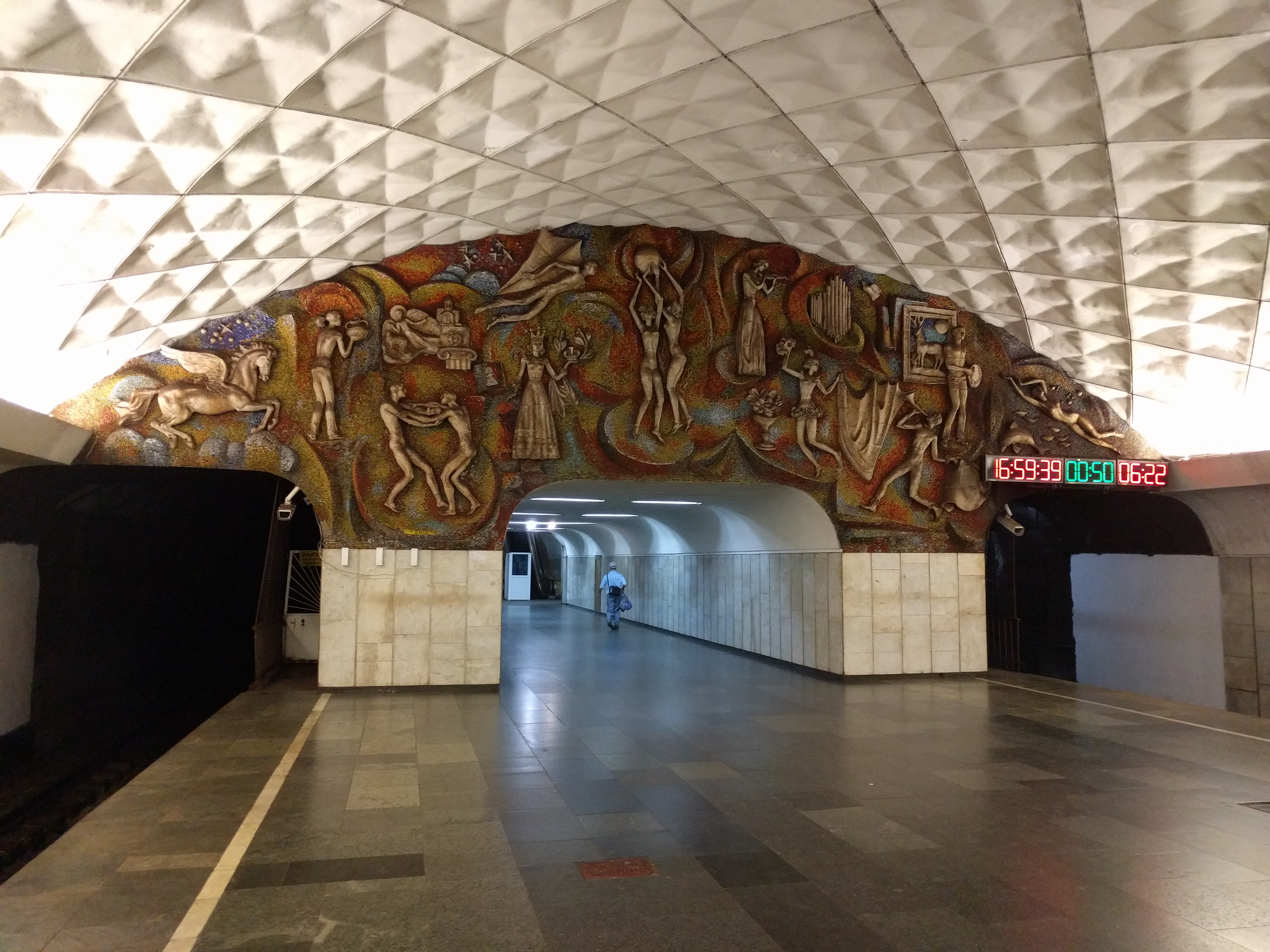
薩布塔洛線工業大學站
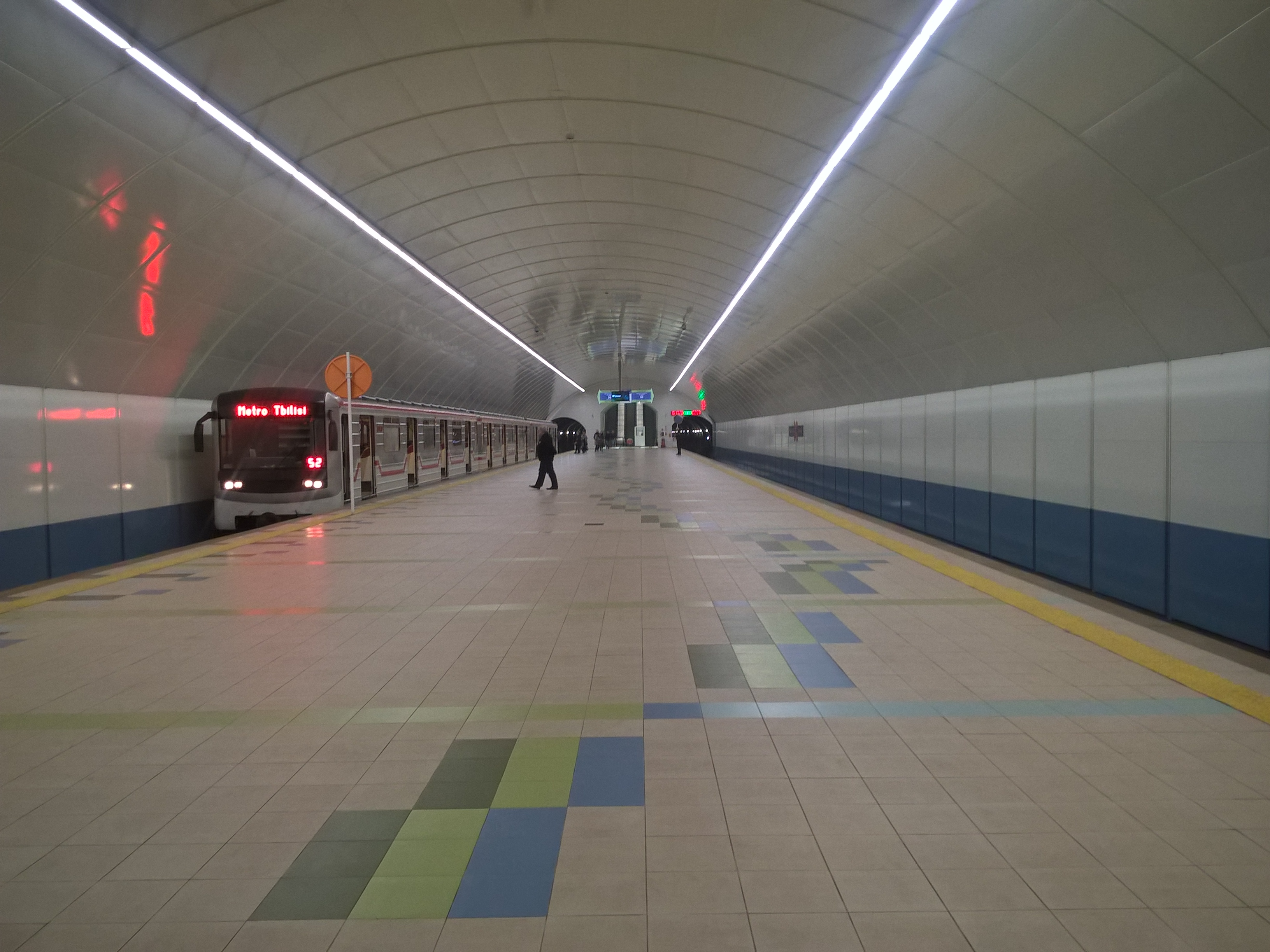
薩布塔洛線國立大學站的月台，該站為第比利斯地铁最新開通的車站

## 車費
第比利斯地铁使用單一票價，單程（不論距離）票價為1拉里。由於第比利斯地铁不再使用車票代幣，乘客必需以2拉里購買一張交通卡，並為其增值，以使用地鐵系統。乘客可以於入閘後90分鐘內重新進入系統而不額外收費。